# 制コレ
制コレ（せいコレ）は、1992年から集英社の週刊ヤングジャンプ誌面で開催されているオーディションである。開催当初は全国女子高生制服コレクション（ぜんこくじょしこうせいせいふくコレクション）として開催。文字通り制服を主体としたコンテストであったが、2001年にオーディションの正式名称が略称であった「制コレ」へと変更された。

## 概要
1992年に、『ヤングジャンプ全国女子高生制服コレクション』として始まった「制コレ」は、次年以降も開催ごとに話題を集め、ノミネート者の写真集が発売されるなど、グランプリ他各賞受賞者を中心に芸能界で活躍する者を多く輩出し、グラビアアイドルや人気タレント・女優の登龍門として親しまれた。前述のように2001年以降の正式名称は『制コレ』および『セイコレ』。
開始当初はノミネート者が着用した制服を採用している学校名が記載されていたが、その後記載されなくなり、制服を着た美少女たちがグラビアを飾る現在のスタイルとなった。なお、モデルが着用した制服と本人の各学校在籍歴とは必ずしも関連は無かった。
寺田有希がグランプリを受賞した2005年度を境に、コンテスト自体に大きな変化が見られるようになった。2006年度は休止。2007年に制コレ15周年記念と題して『制コレGP（グランプリ）』の名称でオーディションを行なった。グランプリの他は全て準グランプリ扱いだが、賞とは別に順位が設けられていた。2008年度は『セイコレ☆ジャパン』として方向転換を図り、ピュアな魅力を競う「セイコレGirls」とセクシーな魅力部門の「セイコレLadies」に分かれて投票が行われた。
この方向転換の末、2009年から週刊プレイボーイと共同で『グラビアJAPAN』オーディションがスタートしたことにより、『全国女子高生制服コレクション』の流れを継ぐコンテストは16年の歴史に幕を下ろした。
2014年4月、『制コレアルティメット2014』として約6年ぶりに復活。
2018年6月、『制コレ18（いちはち）』として再度復活。30号、31号、32号で制服および水着グラビアを披露し、読者投票により選抜メンバーおよびグランプリ、準グランプリを決定する。2019年1月10日週刊ヤングジャンプ創刊40周年を記念し、「SS ELEVEN」を結成。制コレ18からはグランプリと準グランプリの来栖りん、山田南実が選抜された。
2020年4月、『制コレ’20（ニーゼロ）』として2年ぶりに開催。前回同様3週連続で15名の候補者の制服及び水着グラビアを掲載、グランプリを決定する。
2022年4月、『制コレ22（ニーニー）』として2年ぶりに開催。4月7日発売No.19より3号連続で16名のファイナリストが発表される。
2023年10月、『制コレ24（ニーヨン）』の開催決定を週刊ヤングジャンプ2023年46号（2023年10月12日発売）誌上および公式ホームページ上で発表。今回は一般からの応募も可能となった。2024年4月4日発売の2024年第18号より3号連続で16名のファイナリストが発表され、グランプリをはじめとする最終メンバーはヤングジャンプ2024年第30号（2024年に6月27日発売）誌面にて発表された。『ヤングジャンプ45周年記念特別番組』（2024年7月7日、ABEMAアニメSPECIAL2）配信の際には歴代制コレ受賞者から稲光亜依（制コレ24グランプリ）、仙北谷ハンナ（制コレ24準グランプリ）、一ノ瀬こひな（制コレ24）、小森香乃（制コレ24）、百田汐里（制コレ24）、蓬莱舞（制コレ22グランプリ）、松島かのん（制コレ22準グランプリ）の7名が出演した。

## 『制コレ』における各賞
〇印の賞は『制コレ18』、☆印の賞は『制コレ22』から制定。
- グランプリ（1名） 〇 - 受賞者には受賞特典として写真集の制作、発売の権利が与えられる[注 2]。
- 準グランプリ（2名。年によっては1名の場合あり） 〇
- ヤンジャンTV賞（1名） ☆
- グラビア賞（1名）☆

## 受賞者
| 回                              | 年   | グランプリ                       | 準グランプリ                                                     | その他の賞                                                                                            | ノミネート |
| ------------------------------- | ---- | -------------------------------- | ---------------------------------------------------------------- | --- | --- |
| 1                               | 1992 | 宇田川綾子                       | 池田奈津美                                                       | | |
| 2                               | 1992 | 神崎恵                           |                                                                  | | |
| 3                               | 1993 | 北村麻衣（→宝生舞）              | 植井真紀（→植井まき） 佐藤めぐみ 吉田真紀                        | | |
| 4                               | 1993 | 武田惠子                         | 秋山亜美（→五十嵐絵美）                                          | | |
| 5                               | 1994 | 川崎愛（→橋本愛）                | 内村香織（→麻生かおり）                                          | | |
| 6                               | 1995 | 麻生久美子                       | 川崎愛 横尾彩子（→ののはら彩）                                   | | |
| 7                               | 1996 | 湯原麻利絵                       | 今井まなみ 田島絵里香                                            | | 浅田好未 |
| 8                               | 1997 | 平岡雅子                         | 酒井美幸（→酒井若菜） 篠原直美 田村美和                          | | 田中麗奈 中島礼香 |
| 9                               | 1998 | 原史奈                           | 大谷允保（→大谷みつほ） 日下佳世子 和田愛美                      | | 上田愛美 福井裕佳梨 村田あゆみ 安田芽衣子 |
| 10                              | 1999 | 金田美香                         | 庄司有希 藤崎安可里 安めぐみ                                     | | 松本充香（→重泉充香） |
| 11                              | 2000 | 宮川美香                         | 高木梓 長谷川恵美                                                | 【中学生編GP】柿木理紗（→LISSA）                                                                      | |
| 12                              | 2001 | 宮前るい                         | 村井美月 沢尻エリカ                                              | 【7up!】斉藤未知 【7up!】遠藤栄理香 【7up!】虎南有美（→KONAN） 【7up!】瀬戸早妃 【入賞】長澤奈央      | 星野加奈 えだなおみ |
| 13                              | 2002 | 道休サエコ（→紗栄子）            | 石坂千尋（→石坂ちなみ） 福愛美                                   | 【7up! baby's】山本彩乃 【7up! baby's】太田千晶 【7up! baby's】大塚ちひろ 【7up! baby's】野崎亜里沙   | 樫野有香 |
| 14                              | 2003 | 近野成美                         | 川村ゆきえ                                                       | 【5up】戸田恵梨香 【5up】堀切麻紀 【5up】田代友里恵（→田代ユリエ）                                    | |
| 15                              | 2004 | 森絵梨佳                         | 【4teens】松原静香 【4teens】平田薫 【4teens】高橋幸子           | | 小澤絵理菜、広瀬悠江、板垣梓、田口恵理、 西田奈津美、森望美、新井みほ、小田瑞穂、 長尾あや、藤田真理子、丸山知紗 |
| 16                              | 2005 | 寺田有希                         | 福留佑子 齊藤夢愛                                                | 【7テイルズ】木嶋のりこ 【7テイルズ】安藤成子 【7テイルズ】野口ちえこ 【7テイルズ】湯川舞             | かの夏帆、上堂薗恭子、岡田由麻、坂田彩、 横張紫穂莉、大浦育子、高崎愛梨、 井上瑞奈、里中裕奈 |
| 制コレGP（17）                  | 2007 | 川原真琴 水沢奈子                | 鮎川穂乃果 篠崎愛 河合いよ 青谷優衣 小田あさ美 坂本りおん        | | 飛鳥凛、渡辺未優、江藤樹里、近藤ひでこ、 瑞澤ほなみ、南結衣 |
| セイコレ☆ ジャパン（18）        | 2008 | Girls:折山みゆ Ladies:吉川このみ | Girls:松本夏空、美華、前田希美、米村美咲 Ladies:雨坪春菜、橘麗美 | | Girls:森田涼花、石井香織、葛迫澪 Ladies:浜田コウ、芹那、黒田としえ、石井琴里、神谷美花 |
| 制コレ アルティメット2014（19） | 2014 | 谷口愛理                         | 佐藤ありさ（→松永有紗）                                          | | 逢沢さやな、安保彩世、井草里桜菜、池田愛、 伊沙李、石塚汐花、井之上史織、大熊杏実、 太田紅葉、大谷由佳、岡本夏美、岡本真依、 小田安珠、小田原しほ、門前亜里、金子理江、 菊原結里亜、木元みずき、小山莉奈、斉藤千穂、 斎藤るな、早乙女晴香、坂元葉月、澤田夏生、 紫葵里、志田音々、鈴木えりか、鈴木優華、 髙垣里奈、高橋彩花、高橋優里花、鶴巻星奈、 戸田杏香、中川梨花、西野小春、花上愛美、 羽宮千皓、早見紗英、樋口柚子、藤野志穂、 増田亜理沙、松岡雪乃、松脇朱里、水木杏花、 宮本彩、村越ひとみ、モーガン茉愛羅、森下真依、 山川二千翔、山﨑じゅり、山﨑萌香、山田かな、 横井美紀、横山あみ、吉本ほのか、渡邊真由 |
| 制コレ18                        | 2018 | 来栖りん                         | 山田南実                                                         | 【選抜メンバー】古田愛理 【選抜メンバー】杉本愛莉鈴 【選抜メンバー】高岡凜花 【選抜メンバー】木村葉月 | 星川遥香、坂口風詩、新谷真由、蒼波純、八木ひなた、 宮城叶好、園田あいか、太田リズ、貝賀琴莉 |
| 制コレ’20                       | 2020 | 光野有菜（→月野有菜）            | 塚田百々花 蓼沼優衣                                              | | 長尾しおり、アンナ、工藤のか、竹越くるみ、 実咲、愛子、瑚々、れーゆる（現:辻優衣）、 kirara、宮崎あみさ、池本しおり、玉城ひなこ |
| 制コレ22                        | 2022 | 蓬莱舞                           | 松島かのん エイミー                                              | 【ヤンジャンTV賞】石井優希 【グラビア賞】麻生果恩                                                     | 雨宮叶和、紺谷凪乃、櫻庭ゆあ、ギファード璃々愛、 成宮しずく、晴野なち、田中想、彩乃梨那、 今泉まお、三田村杏子、朝井りり花 |
| 制コレ24                        | 2024 | 稲光亜依                         | 仙北谷ハンナ                                                     | 【制コレ24メンバー】 小森香乃 【制コレ24メンバー】百田汐里 【制コレ24メンバー】一ノ瀬こひな           | 山崎彩菜、川原ゆう、鶴田海月、須羽こころ 森川笑里、一ノ本菖蒲、宇田琴音、爽空 苺ひな、はつね美衣、彩瀬ゆる |